# امودات
امودات (به لاتین: Amudat) یک منطقهٔ مسکونی در اوگاندا است که در بخش امودات واقع شده‌است.

## خصوصیات
امودات ۱٬۹۰۰ نفر جمعیت دارد و ۱٬۲۸۰ متر بالاتر از سطح دریا واقع شده‌است.